# Gienshalvön
Gienshalvön (Franska: Presqu'île de Giens) är en halvö vid Medelhavet nära staden Hyères i departementet Var i södra Frankrike.
Området har ett rikt friluftsliv vad gäller vattensporter.